# Ruth Taylor
Ruth Taylor (Grand Rapids, 13 gennaio 1905 – Palm Springs, 12 aprile 1984) è stata un'attrice statunitense.

## Biografia
Nata nel Michigan ma cresciuta a Portland, nell'Oregon, dove studiò e partecipò a recite amatoriali, ottenne di andare a Hollywood per cercare di far parte del mondo del cinema. Fece la comparsa prima di essere notata da Mack Sennett nel febbraio del 1925 che la mise al fianco di Harry Langdon nel cortometraggio comico Lucky Stars.
Per tre anni recitò nelle brevi commedie di Sennett, alcune delle quali con Ben Turpin, fino alla scadenza del contratto. Nel 1928 la Paramount Pictures la ingaggiò per il ruolo da protagonista in I signori preferiscono le bionde, con Alice White e Ford Sterling, tratto da un noto romanzo di Anita Loos. La casa di produzione aveva invitato gli appassionati a scegliere l'attrice che avrebbe dovuto interpretare il ruolo di Lorelei Lee, la protagonista, ricevendo in risposta circa 14.000 lettere. Quando la scelta fu fatta, la Paramount mandò a ciascun corrispondente una foto di Ruth Taylor.
Malgrado la buona recitazione degli attori, il film non fu apprezzato dal pubblico, che non si riconobbe nella trasposizione cinematografica dei personaggi del romanzo. Ruth Taylor, che fu scelta nel 1928 tra le tredici WAMPAS Baby Stars dell'anno, partecipò alla commedia Viaggio di nozze  al fianco di James Hall. Finito il rapporto con la Paramount, recitò ancora in The College Coquette di George Archainbaud, in This Thing Called Love (1929), e con il corto Scrappily Married (1930) pose fine alla sua carriera.
Sposò il 17 marzo del 1930 l’agente di borsa Fred Zuckerman nell'attico al Greenwich Village dell'attrice Phyllis Haver. Le nozze furono celebrate dal sindaco di New York Jimmy Walker, presenti anche Adolphe Menjou e la moglie Kathryn Carver. La coppia ebbe un figlio, Henry, divenuto poi un noto attore e sceneggiatore col nome di Buck Henry.
Visse a lungo a New York per poi stabilirsi nuovamente in California, dove morì nel 1984. È sepolta nel Forest Law Memorial Park di Los Angeles.

## Riconoscimenti
- WAMPAS Baby Star nel 1928

## Filmografia parziale

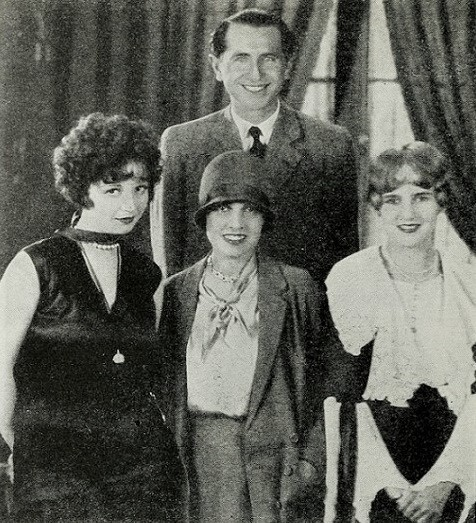
Il regista del film I signori preferiscono le bionde, Malcom St. Clair, Alice White, la scrittrice Anita Loos e Ruth Taylor

- Jack Spurlock, Prodigal, regia di Carl Harbaugh (1918)
- Lucky Stars (1925)
- Dangerous Curves Behind (1925)
- The Soapsuds Lady (1925)
- Take Your Time (1925)
- Alice Be Good (1926)
- Puppy Lovetime (1926)
- A Yankee Doodle Duke (1926)
- Hesitating Horses (1926)
- A Blonde's Revenge (1926)
- The Jolly Jilter (1927)
- The Pride of Pikeville (1927)
- I signori preferiscono le bionde (Gentlemen Prefer Blondes), regia di Malcolm St. Clair (1928)
- Viaggio di nozze (Just Married), regia di Frank R. Strayer (1928)
- The College Coquette (1929)
- This Thing Called Love (1929)
- Scrappily Married (1930)